# Närkingarna
Närkingarna är en svensk dramafilm från 1923 i regi av Gustaf Edgren. Som förlaga till filmen har man författaren Axel Anreps pjäs Nerkingarne, som uruppfördes 1871 på Södra Teatern i Stockholm. Edgren gav filmen en något modernare tidsdräkt än pjäsen och han lade till en förklarande prolog.

## Handling
Axel vill gifta sig med Anna, men hans far är emot det och kör ut henne och skickar Axel utomlands i affärer. Många år senare är Axel patron på en gård i Närke. Han är änkling och bor ensam med sin dotter. Han anställer Ingeborg som kammarjungfru och upptäcker så småningom hur lik hon är hans ungdoms käresta och misstänker att hon kan vara hans egen dotter.

## Om filmen
Filmen premiärvisades den 17 september 1923 runt om i landet utom i Stockholm, där filmen släpptes först i samband med invigningen av biografen Skandia den 20 september 1923. Biografen kom att bli Svensk Filmindustris tredje stora prestigebiograf i Stockholm.
Exteriörscenerna filmades i Degerfors kommun bland annat ser man Nysunds kyrka i Åtorp och bruksorten Svartå. I Danmark släpptes filmen under namnet Pigen fra Värmland.

## Rollista i urval
- Anna Carlsten – Anna (i prologen) och Ingeborg
- Hugo Björne – Axel Stål, brukspatron
- Maja Jerlström – Selma, hans dotter
- Henning Ohlsson – Östing, kusk
- Emma Rommel – Mor Kattrina
- Wictor Hagman – Olle, hennes son
- Fridolf Rhudin – Lasse, hennes son
- Gustaf Aronsson – Sven Jonsson, bergsman
- Torsten Bergström – Sven, hans son, student
- Alfred Lundberg – Stål, grosshandlare, Axels far
- Anders Larsson – Lill-Anders, dräng
- Edit Ernholm – Stina, piga
- Gerda Björne – Sophie Bom, Selmas guvernant
- Rosa Tillman – Kajsa Östing
- Edith Nilsson – Nolgårds-Lotta
- Aina Bergström – Sjuksyster